# 2034: A Novel of the Next World War
2034: A Novel of the Next World War ist ein im März 2021  auf Englisch erschienener dystopischer Roman, der einen fiktiven Dritten Weltkrieg im Jahre 2034 zum Gegenstand hat. Autoren sind der US-Schriftsteller und ehemalige Soldat des US-Marine Corps Elliot Ackerman und der Admiral i. R. der US Navy James G. Stavridis. Aufmerksamkeit erregte das Werk wegen seiner Bezüge zur wachsenden geopolitischen Rivalität zwischen den Vereinigten Staaten und der Volksrepublik China. Anlass für den Ausbruch des Krieges ist im Roman der Konflikt um den Hoheitsanspruch Chinas im südchinesischen Meer. Der Roman ist im Herbst 2023 auch in zahlreiche andere Sprachen übersetzt (z. B. in Französisch, Spanisch, Niederländisch), jedoch noch nicht ins Deutsche.

## Inhalt

### Handlung
Um ihren Herrschaftsanspruch über das Südchinesische Meer durchzusetzen, stellt die chinesische Marine einer dort patrouillierenden US-Zerstörer-Flottille eine Falle und vernichtet sie, was dadurch gelingt, dass sie deren Sensoren blockiert und die Waffensysteme deaktiviert. Gleichzeitig wird im iranischen Luftraum die Kontrolle über eine F-35 E Lightning der US-Luftwaffe, die dort eine aktive Stealth-Technologie (beschrieben als „electromagnetic disrupter … soothing die Iranian air defenses to sleep“) testen soll, übernommen und die Maschine zur Landung in Bandar Abbas gezwungen. Obwohl die chinesische Seite so eindrucksvoll ihre technische Macht demonstriert (wobei sie sogar die Computer im Weißen Haus sperren kann), drängen viele amerikanische Medien und Falken der Regierung zu Vergeltungsmaßnahmen. Um Flagge zu zeigen, schickt die US-Regierung zwei Flottenverbände um die Flugzeugträger Gerald Ford und Doris Miller ins Südchinesische Meer. Diese werden vernichtet. Nun erweitern sich die Kriegsziele der Volksrepublik China. Es fällt der Beschluss zur Annexion Taiwans. Die dortige Regierung wird zur Angliederung an die Volksrepublik aufgerufen, verweigert diese aber. Die US-Präsidentin droht mit taktischen Atomschlägen. Einer Bitte Chinas Folge leistend sprengt die russische Marine daraufhin in die USA führende Unterseekabel in der Barentssee und verlangsamt so das Internet in den USA erheblich. Chaos macht sich in den USA breit, da viele Dienste nicht mehr richtig funktionieren oder ausfallen. Daraufhin befiehlt die US-Regierung die Zerstörung des chinesischen Flottenstützpunkts und der Stadt Zhanjiang mit Atomwaffen. Sofort, nachdem dies um den Preis von Millionen von Todesopfern erfolgt ist, führt die Volksbefreiungsarmee die Invasion und gewaltsame Annexion Taiwans durch. Die russische Regierung nutzt die Gunst der Stunde und lässt ihre Armee Polen angreifen. Sie erobert eine Landbrücke von Kaliningrad nach Belarus und isoliert die baltischen Staaten von den anderen NATO-Ländern. Auch die iranische Revolutionsgarde will Vorteile für den Iran herausschlagen. Um Irans Herrschaft über die Meerenge von Hormus zu etablieren, kapern sie einen indischen Öltanker. Die iranische Regierung will jedoch eine Ausweitung des Krieges verhindern und verhandelt heimlich mit der indischen Regierung, die zu erkennen gibt, dass sie die Eskalation dieses kleinen Konflikts vermeiden und die des großen beenden will. Weiterhin setzt die indische Seite den Iran über Pläne Russlands, zwei Inseln in der Meerenge von Hormus zu erobern, in Kenntnis. Russland will so die Meerenge für Erdöltransporte aus den Golfstaaten sperren, um den Preis für russisches Erdöl in die Höhe zu treiben. Der russische Angriff scheitert. Inzwischen führen die chinesischen Streitkräfte nukleare Angriffe gegen Galveston, Texas, und San Diego, Kalifornien, durch und zerstören beide Städte. Daraufhin planen die USA einen Vergeltungsschlag gegen Xiamen, Fuzhou und Shanghai. Dann greift Indien in den Konflikt ein, um ihn zu beenden. Die indischen Streitkräfte zerstören zunächst einen chinesischen Flugzeugträger und schießen dann bis auf eines die zur Vernichtung chinesischer Städte gestarteten US-amerikanischen Kampfflugzeuge ab. Das eine Flugzeug, das durchkommt, zerstört Shanghai. Unter dem Eindruck der Übermacht Indiens kommt es zum Frieden von Neu-Delhi.

### Personen
Sandeep „Sandy“ Chowdhury – Stellvertreter des Nationalen Sicherheitsberaters der Vereinigten Staaten. 44 Jahre alter Sohn indischer Eltern, aufgewachsen in Virginia. Promovierter Absolvent der Fletcher School der Tufts University. Sein Vater, Facharzt für Onkologie, ist an Krebs gestorben. Er lebt geschieden von seiner Frau Samantha, beschrieben als WASP-Texanerin. Tritt für Deeskalation ein und wird daher von seinem Vorgesetzten Wisecarver wiederholt aus dem Weißen Haus entfernt und auf Missionen geschickt. Als sich die iranische Führung bereit erklärt, Major Mitchell, den Piloten der im Iran abgefangenen F-35, an die indische Regierung zu übergeben, ist es die Aufgabe von Chowdhury, diesen in Neu-Delhi in Empfang zu nehmen. Dabei nimmt er Kontakt mit seinem Onkel, dem Vizeadmiral i. R. Anand Patel auf, und erhält von diesem Unterstützung bei dieser Aufgabe. Als er vom geplanten Angriff auf Zhanjiang erfährt, schickt er seine sechsjährige Tochter Ashni und seine Mutter Lakshmi Chowdhury zu ihrem Schutz zu Anand Patel. Nach der Kaperung des indischen Öltankers durch iranische Revolutionsgarden wird er vom Sicherheitsberater nach Neu-Delhi gesandt. Während er sich dort aufhält und mit Patel und Qassem Farshad, dem Repräsentant Irans, verhandelt, erfährt er vom Atombombenangriff auf Galveston, bei dem auch seine geschiedene Frau ihr Leben verloren hat. Später setzt ihn sein Onkel über die Zerstörung des chinesischen Flugzeugträgers Zheng He durch ein indisches U-Boot in Kenntnis. Ebenso werde man auch die US-Schiffe zerstören, die chinesische Schiffe angreifen. Indien werde die Konfliktpartner zum Frieden zwingen. Er bittet seinen Neffen, diese Informationen an die US-Präsidentin weiterzugeben. Der US-Sicherheitsberater, vom indischen Mitiärattaché informiert, hat dies nicht getan. Chowdhury fliegt nach Washington zurück und konfrontiert gemeinsam mit Hendrickson den Sicherheitsberater im Weißen Haus. Dieser will die beiden nicht zur Präsidentin vorlassen. Es kommt zum Kampf, auf den die Präsidentin aufmerksam wird. Chowdhury kann seine Botschaft übermitteln. Als eine Kommunikationsverbindung zur Enterprise hergestellt wird, sind die mit Atombomben bestückten Flugzeuge von dort aus bereits gestartet. Indischen Su-35-Flugzeugen gelingt es, fast alle abzuschießen. Lediglich das Flugzeug des Kommandanten, Major Mitchell, entkommt. Es gelingt nicht, ihn über Funk zurückzurufen. Nach den Friedensverhandlungen, die Chowdhury als Mitglied der US-amerikanischen Delegation begleitet, verlässt er den Staatsdienst und arbeitet als gesuchter Fachmann in der Politik- und Wirtschaftsberatung, unter anderem für den Hohen Flüchtlingskommissar der Vereinten Nationen.
Sarah Hunt – Kapitänin zur See und Kommandantin der aus drei Aegis-Zerstörern der Arleigh-Burke-Klasse (John Paul Jones, Carl M. Levin und Chung-Hoon) bestehenden Flottille, die zu Beginn des Romans bei den Spratly-Inseln von einem chinesischen Flottenverband um den fiktiven Flugzeugträger Zheng He (offenbar dem Typ 004 zugehörig) mit Torpedos und Kampfflugzeugen vom Typ Shenyang J-31 vernichtet wird. Sie wird nach der Zerstörung der Ford und der Miller zum Flottillenadmiral und zur Befehlshaberin eines Flugzeugträgerverbands um das Flaggschiff Enterprise befördert. Dort setzt sie auf die eigentlich veralteten Kampfflugzeuge vom Typ McDonnell Douglas F/A-18 Hornet und lässt so weit wie möglich alle elektronischen Steuer- und Leitsysteme entfernen, um die Flugzeuge gegen elektronische Fremdeinwirkungen unanfällig zu machen („The way to defeat technology isn't with more technology. It is with no technology“). Mit diesen Flugzeugen wird dann der Atombombenangriff auf das Hauptquartier der chinesischen Südflotte in Zhanjiang geflogen und der Stützpunkt zusammen mit der Stadt von einer Bombe mit einer Sprengkraft von 150 Kilotonnen TNT zerstört. Später starten von ihrem Träger aus die F/A-18 Hornets, die die Städte Xiamen, Fuzhou und Shanghai zerstören sollen. Einzig dem Flugzeug von Major Mitchell gelingt es, ans Ziel zu kommen, seine Bombe über Shanghai zu zünden und die Stadt zu zerstören. Sarah Hunt, von ihren Untergebenen Lion Queen genannt, wird als ehrgeizige Offizierin dargestellt, die der Karriere wegen auf eine Familie verzichtet hat. Sie erleidet nach Kriegsausbruch ständige Albträume, weil sie sich für die Verluste an Menschenleben – denen des eigenen Volkes ebenso wie den chinesischen – verantwortlich fühlt, widersetzt sich aber den Einsatzbefehlen nicht. Sie zieht sich nach dem Friedensschluss von Neu-Delhi auf eine einsame Farm in Neumexiko zurück und bemüht sich, obwohl schon über fünfzigjährig, um die Adoption eines Kindes.
John „Bunt“ T. Hendrickson – Konteradmiral, früherer Kommandant eines Atom-U-Boots, promovierter Absolvent der Fletcher School, von wo er Chowdhury kennt. Liaison-Offizier des Pentagon im Weißen Haus, wo er während der Krise eng mit Chowdhury zusammenarbeitet. Er ist mit Sarah Hunt freundschaftlich verbunden. Mit ihr, die sieben Jahre jünger ist als er, hatte er an der United States Naval Academy, wo er als Dozent arbeitete und sie als Fähnrich in der Ausbildung war, eine Liebesbeziehung. Nach dem Angriff auf Zhanjiang wird er zu ihr geschickt, um zu prüfen, ob sie den psychischen Belastungen standhalten kann. Wendet sich mit Chowdhury gegen den Sicherheitsberater, um die US-Präsidentin von der indischen Initiative zur Deeskalation zu informieren.
Trent Wisecarver – Nationaler Sicherheitsberater der US-Präsidentin. Verlor seinen Sohn in der COVID-19-Pandemie. West Point-Absolvent und für die militärische Eskalation eintretender Falke. Als sich nach dem Atomschlag gegen Zhanjiang Angst in der US-Bevölkerung wegen eines drohenden Vergeltungsschlags Chinas breit macht, entfernt er alle Mitarbeiter, die nicht loyal zu ihm sind, einschließlich Chowdhury und Hendrickson. Diese halten sich aber gegenseitig über die ihnen bekannt werdenden Entwicklungen auf dem Laufenden. Wisecarver informiert die US-Präsidentin nicht vom Besuch des indischen Militärattachés, der ihm von den indischen Maßnahmen wie der Zerstörung der Zheng He berichtete. Als sein Verhalten später publik wird, verliert die Regierung die nächste Wahl.
Major Chris „Wedge“ Mitchell – Pilot der am Anfang des Romans zur Landung gezwungenen F-35. Wird von Brigadegeneral Farshad verhört und zusammengeschlagen. Nach Rückkehr in die USA und Genesung kämpft er darum, in das Hornet-Geschwader auf dem Flugzeugträger von Admiralin Hunt aufgenommen zu werden, weil er um die Verwundbarkeit der vollelektronisch gesteuerten Kampfflugzeuge weiß und nach alter Art handgesteuert fliegen will. Er wird der Befehlshaber des Geschwaders und führt als solcher den Atombombenangriff auf Shanghai an, den er nicht überlebt. Er ist Kampfpilot in vierter Generation und fühlt sich der militärischen Familientradition verbunden, die sein Denken und Handeln bestimmt.
Lin Bao – Admiral der PLAN. Brillanter Absolvent einer Militärakademie der Volksbefreiungsarmee, an der er auch wegen seiner gemischt-nationalen Herkunft (halb US-Amerikaner, halb Chinese) unter Schikanen des älteren Rivalen Ma Qiangs zu leiden hatte. Absolvent der Harvard Kennedy School in Cambridge, Massachusetts, und des US Naval War College in Newport, Rhode Island. Überbringt zu Beginn des Romans als Militärattaché der chinesischen Botschaft in Washington die chinesischen Forderungen und kehrt dann für neue Aufträge der Zentralen Militärkommission Chinas nach Beijing zurück. Für seine geschickte Handhabung der Kommunikation mit der US-Regierung wird er zunächst mit dem Amt des stellvertretenden Kommandanten der Marineoperationen der Zentralen Militärkommission und später – nach der Versenkung der zwei Flugzeugträgerverbände – dem Kommando über den Zheng He-Flottenverband belohnt. Da er als Vertrauter des Verteidigungsministers Zhang gesehen wird, wird er nach dessen Absetzung vom Ständigen Ausschuss des Nationalen Volkskongresses zum Verhör in den Mission Hills Golf Club bei Shenzhen verbracht. Dort kann er Zhao Leji, den Vorsitzenden der Zentralen Disziplinarkommission der Kommunistischen Partei Chinas, bei einem Gespräch während eines Golfspiels davon überzeugen, dass er die ehrgeizigen Pläne Chiangs nicht teilt und diesen zur Vorsicht mahnte. Er wird seines Amtes als Flottenkommandant enthoben und zum Stellvertreter Zhao Lejis in dessen Funktion als Verteidigungsminister ernannt. Nach der Versenkung der Zheng He und der Einmischung Indiens wirft ihm Zhao Leji grobe Fehlkalkulation vor. Er solle zu einer Besprechung des Ständigen Ausschusses des Politbüros kommen und dessen Mitglieder bei den weiteren Beratungen unterstützen. Er wird aber in ein Hotel gefahren und dort erschossen. Seine Frau und Tochter emigrieren in die USA und führen dort ein hartes Leben in Ächtung.
Ma Qiang – Konteradmiral und Kommandant des Zheng He-Flottenverbandes. Dargestellt als standesbewusster Abkömmling der chinesischen Militäraristokratie. Kommt bei der Vernichtung der US-amerikanischen Flugzeugträgerverbände bei einem Kamikazeangriff einer einzelnen F/A-18 Hornet zu Tode.
Minister Chiang – Verteidigungsminister der Volksrepublik. Geht zunächst davon aus, dass die US-Regierung den Konflikt aufgrund der überdeutlich demonstrierten technischen Überlegenheit der Volksbefreiungsarmee nicht eskalieren wird. Betreibt später die Annexion von Taiwan. Dabei verkalkuliert er sich wieder, als er davon ausgeht, dass sich das taiwanesische Parlament angesichts der feindlichen Übermacht selbst auflösen und die Annexion kampflos erfolgen wird. Auf die Drohung der USA mit Atomschlägen erklärt er gegenüber Lin Bao diese Drohung für absurd, altmodisch und wenig effektiv, wenn sein Land den USA die Infrastruktur wie das Stromnetz und die Kommunikationsnetze abschalten könne. Nach der Zerstörung Zhanjiangs und der Invasion Taiwans verschwindet er auf Befehl des Ständigen Ausschusses des Nationalen Volkskongresses. Man kann vermuten, dass er hingerichtet wird.
Zhao Leji – über 80 Jahre alter Sekretär der Zentralen Disziplinarkommission der Kommunistischen Partei Chinas. Übernimmt nach der Entmachtung Chiangs dessen Funktion als Verteidigungsminister. Er verhört Lin Bao bei einem Golfspiel. Er lässt diesen erkennen, dass sich die chinesische Führung von den US-Flottenverbänden bedroht fühlt und einen Nuklearschlag als Befreiungsschlag gegen sie ins Auge fasst. Nachdem Lin Bao erklärt, mit dieser Zielsetzung einverstanden zu sein, setzt ihn Zhao Leji aufgrund von dessen Vertrautheit mit den USA als seinen Stellvertreter und Berater ein.
Qassem Farshad – Brigadegeneral der iranischen Revolutionsgarden. Früher Mitglied der elitären Quds-Einheit und Protégé von deren Kommandant Generalmajor Qasem Soleimani. An vielen militärischen Aktionen des Iran beteiligt, in denen er viele Verwundungen erlitt. Als schwieriger Charakter beschrieben („Dr. Jekyll and Mr. Hyde … capable of great kindness but also great rage“) und von Zorn auf seine Vorgesetzten erfüllt. Als Strafe für seinen Gewaltausbruch gegen Major Mitchell, die US-Medien zur Kriegshetze ausschlachten, wird er zum Lieutenant Commander degradiert, der Marine zugeordnet und als Verbindungsoffizier auf die Korvette Reski der Baltischen Flotte der russischen Marine geschickt. Er ist als Beobachter dabei, als die russische Marine mit dem Flugzeugträger Admiral Kusnezow und dem Kreuzer Pjotr Weliki die Unterseekabel sprengt und die russische Armee beim Angriff auf Polen unterstützt. Als die iranischen Revolutionsgarden einen indischen Öltanker kapern, wird er in aller Eile von der iranischen Regierung zu Verhandlungen nach Neu-Delhi gesandt, um einen Angriff Indiens zu verhindern. Er trifft dort auf Chowdhury und Anand Patel. Von letzterem erfährt er von Plänen Russlands, die Inseln Hormus und Larak zu erobern und die Meerenge von Hormus zu sperren. Patel übergibt ihm detaillierte Pläne der geplanten Operation, in deren Besitz der indische Geheimdienst gekommen ist. Er erbittet als Gegenleistung hierfür die Intervention Irans bei der chinesischen Regierung. Indien werde in den nächsten Tagen drastische Maßnahmen ergreifen, um den Frieden zurückzubringen, und Iran sowie die chinesische Regierung sollen verhindern, dass Pakistan in dieser Zeit gegen Indien vorgeht. Als Farshad seinen Vorgesetzten die Nachricht von den Angriffsplänen überbringt, glauben ihm diese nicht und schicken ihn als Kommandanten der wenigen Streitkräfte auf die Hormus-Insel. Als der Angriff russischer Fallschirmjäger erfolgt, werden die meisten von ihnen vom starken Wind über der Insel aufs offene Meer getrieben; der Angriff scheitert. Farshad wird mit Ehren überhäuft und zum Generalmajor befördert, zieht sich aber ins Privatleben zurück.
Anand Patel – Im Ruhestand befindlicher indischer Vizeadmiral mit äußerst großem politisch-militärischem Einfluss. Onkel von Sandeep Chowdhury, aber ohne Kontakt mit ihm aufgrund der Entfremdung mit seiner Schwester Lakshmi, Sandeeps Mutter. Diese hatte er in ihren Teenagerjahren zur Ehe mit einem indischen Offizier gedrängt. Die Ehe war unglücklich. Lakshmi hatte eine Affäre mit einem Medizinstudenten, Sandeeps Vater. Die Ehe zerbrach, Lakshmi heiratete Sandeeps Vater und zog mit diesem in die USA. Anand Patel warf seiner Schwester vor, die Familienehre verletzt zu haben, was zu ihrer Überwerfung führte. Die militärische Krise bringt die Geschwister wieder zusammen. Sandeep Chowdhury kontaktiert ihn, als er in Neu-Delhi politische Unterstützung bei der Freilassung von Major Mitchell benötigt, was mit Patels Hilfe dann gelingt. Patel bemüht sich, Chowdhury nach Indien zu holen. Indien hat sich wirtschaftlich und militärisch stark entwickelt und Patel weist auf die Chancen hin, die sich in Indien bieten („It isn't only in America where people can change their fortune. America is not so special.“). Patel hält das Ende der Dominanz der USA für gekommen („… your country's defeat is just beginning.“) und meint, Indien werde im Gegensatz zu den USA aus der Krise gestärkt hervorgehen („Because we have learned the lessons that you have forgotten“). Er bringt Iran über die russischen Angriffspläne in Kenntnis und zeigt seinem Neffen Videoaufzeichnungen der Versenkung des Flugzeugträger Zheng He durch ein indisches U-Boot der Kalvari-Klasse. Man wisse von den Angriffsplänen der USA auf drei chinesische Städte. Indien werde, wenn nötig, die Enterprise zerstören, von denen aus die chinesische Städte angegriffen werden sollen. Indien schlage sich auf keine der beiden Seiten, sondern wolle die Deeskalation des Konflikts erzwingen.

### Weltbild
Zentraler Gegenstand des Romans ist die Warnung vor militärisch-politischen Fehlkalkulationen hinsichtlich des Verhaltens von Nationen und vor den Folgen, die aus solchen Fehlkalkulationen erwachsen können. Der Roman warnt aber auch vor Selbstüberschätzung. So fühlt sich die US-Regierung trotz ihrer offensichtlichen militärtechnologischen Unterlegenheit zum militärischen Handeln gezwungen („[…] believing that the US military must demonstrate to the world its unquestioned supremacy“).
Das Buch thematisiert auch die zunehmende Abhängigkeit der modernen Kriegführung von Technologien wie der Künstlichen Intelligenz, der Spionage im Cyberspace, der feindlichen Übernahme von Computer- und Kontrollsystemen über das Internet, dem Blockieren von Kommunikationskanälen mit Störsendern und der Verwendung autonomer Kampfdrohnen. Diese Abhängigkeit führt zu enormen, umfassenden Gefahren, wenn die technologische Überlegenheit verloren geht. Und sie führt zu geistiger Unbeweglichkeit. So beklagt die Heldin des Romans, Sarah Hunt, den Technologiekult unter ihren Offizierskollegen und meint, sie würden den lähmenden Effekt nicht erkennen, den der übermäßige Verlass auf die Technologie mit sich bringe („They cannot bring themselves to acknowledge that an overreliance on these systems has crippled us“).
Erstaunlich und mit dem aktuellen Technologiestand (im Jahre 2021) nicht in Einklang zu bringen, ist die den Ereignissen im Roman zugrunde liegende Schwäche der USA hinsichtlich der militärischen Cyber-Sicherheit und der Cyber-Kriegführung. Die Autoren erklären diese Schwäche mit dem Fehlen zentralistischer Strukturen in der demokratischen USA. Sie lassen einen chinesischen Minister die folgenden Gedanken aussprechen: „The deregulation that had resulted in so much American innovation and economic strength was now an American weakness. Its disaggregated online infrastructure was vulnerable in a way that the Chinese infrastructure was not. The Americans have proven incapable of organizing a centralized cyber defense“.
Der Roman sieht eine multizentrische Weltordnung voraus, in der die USA, China, Indien und Russland führende Rollen einnehmen. Äußeres Zeichen für den Verlust der Vormachtstellung der USA ist eine Verlagerung des Sicherheitsrats der Vereinten Nationen nach Mumbai, Indien, nach dem Friedensschluss. Der Iran erhält einen permanenten Sitz.
Der Roman betont, wie wichtig der Mut Einzelner und von Staaten ist, aktiv für den Frieden zu kämpfen. Im Roman sind es Sandeep Chowdhury und John Hendrickson im Beraterstab der US-Präsidentin sowie Indien als Staat, ohne deren Handeln der Krieg weiter eskaliert wäre.
Im Roman wird mit verschiedenen interessanten Ideen gespielt. So ist eine Frau, die keiner politischen Partei angehört, US-Präsidentin. Die NATO ist aufgrund geringen amerikanischen Interesses an ihr geschwächt. Wladimir Putin ist noch immer Präsident der russischen Föderation. Die USA erhalten nach dem Friedensschluss von Indien Wirtschaftshilfe. Weiterhin bewegen sich zwei zentrale Akteure außerhalb rein nationaler Verbundenheit, was zu ambivalentem, aber auch weitsichtigerem Verhalten führt: Lin Bao auf chinesischer Seite hat durch seine Mutter auch die US-amerikanische Staatsbürgerschaft und ist durch seine Studien in den USA geprägt; Sandeep Chowdhury auf US-amerikanischer Seite erwirbt nach dem Friedensschluss auch die indische Staatsangehörigkeit und sieht die Welt auch aus der Sicht seines indischen Onkels.

## Kritik
Auf technischer Ebene bleibt der Roman vage. Es bleibt unklar, wie das chinesische Militär seine Einrichtungen und hier insbesondere seine Flottenverbände mit Hilfe von Tarnkappentechniken komplett vor den US-amerikanischen Streitkräften verbergen kann und es ihm gelingt, die Kommunikation des amerikanischen Militärs vollständig zu blockieren und seine Kontrollsysteme auszuschalten oder gar zu übernehmen. Ebenso bleibt unklar, weshalb dies bei den Atomwaffen nicht der Fall ist, sodass die USA zu Atomangriffen befähigt bleiben. Schließlich überrascht die Überlegenheit der indischen Streitkräfte und insbesondere ihrer Cyber-Fähigkeiten gegenüber den US-amerikanischen, aber auch den chinesischen Streitkräften. Diese offenen Fragen mindern die Plausibilität des Romans, ein mögliches Zukunftsszenario zu beschreiben, erheblich. Allerdings sei es nach Aussage des Koautors J. Stavridis auch nicht Absicht des Buches, Vorhersagen zu treffen, aber doch Trends wiederzugeben und Warnungen auszusprechen, um dazu beizutragen, Entwicklungen wie die im Buch beschriebenen zu vermeiden („It's important to say that this is not a predictive book. It's a cautionary tale designed to help us stay out of events like this. And it's about trends, where things are going.“).

## Rezeption

### Rezeption bei Erscheinen
Das Buch wurde nach seinem Erscheinen im März 2021 sofort zum Bestseller der New York Times. Für Die ZEIT wurde der Koautor James G. Stavridis im April 2021 von Jörg Lau interviewt. Zentrale Frage war, ob die im Roman zum Ausbruch des Krieges führenden Entwicklungen auch in der realen Welt möglich sind. Steve Ryan schreibt „This novel is intended to be a wake-up call“.

### Textausgaben
2034: A Novel of the Next World War. Sprache: Englisch. Penguin LCC US. 303 Seiten. ISBN 0-593-29868-3.

### Sekundärliteratur
1. 1 2  Maria Streshinsky, Journalistin von WIRED: What Did I Just Read? A Conversation With the Authors of 2034. In: Wired. 3. Februar 2021, abgerufen am 28. Juni 2021 (amerikanisches Englisch).
2. ↑  Manuel Roig-Franzia: Review | In ‘2034: A novel of the Next World War,’ it’s man against machine. In: Washington Post. 8. März 2021, ISSN 0190-8286 (washingtonpost.com [abgerufen am 26. Juni 2021]).
3. ↑  Martin Petersen: Review | Book review: 2034: A Novel of the Next World War. In: The Cipher Brief. 9. März 2021, abgerufen am 28. Juni 2021 (amerikanisches Englisch).
4. ↑  Jörg Lau, Interviewer: James G. Stavridis „Das einzige absolut Böse ist der Krieg“. In: Die Zeit. Nr. 18, 29. April 2021, ISSN 0044-2070 (zeit.de [abgerufen am 8. Juli 2021]).
5. ↑  Steve Ryan: 2034: A Novel of the Next World War | Naval Historical Foundation. In: Naval History Foundation. Abgerufen am 26. Juni 2021 (amerikanisches Englisch).